# La Batea
La Batea är en ort i Mexiko.   Den ligger i kommunen San Juan Mixtepec -Dto. 08 - och delstaten Oaxaca, i den sydöstra delen av landet, 270 km sydost om huvudstaden Mexico City. La Batea ligger 1 941 meter över havet och antalet invånare är 115.
Terrängen runt La Batea är huvudsakligen kuperad, men västerut är den bergig. Runt La Batea är det mycket glesbefolkat, med 4 invånare per kvadratkilometer. Närmaste större samhälle är Heroica Ciudad de Tlaxiaco, 19,0 km sydost om La Batea. I omgivningarna runt La Batea växer huvudsakligen savannskog.